# Furanoza
Furanoza je kolektivni termin za ugljene hidrate koji imaju hemijsku strukturu koja petočlanog prstena sa četiri ugljenika i jednim kiseonikom. Ime je izvedeno iz sličnosti sa heterocikličnim jedinjenjem kiseonika furanom, mada furanozni prsten ne sadrži dvostruke veze.

## Strukturne osobine
Furanozni prsten je ciklični hemiacetal aldopentoze ili ciklični hemiketal ketoheksoze.